# Palacio Uriarte de Heber

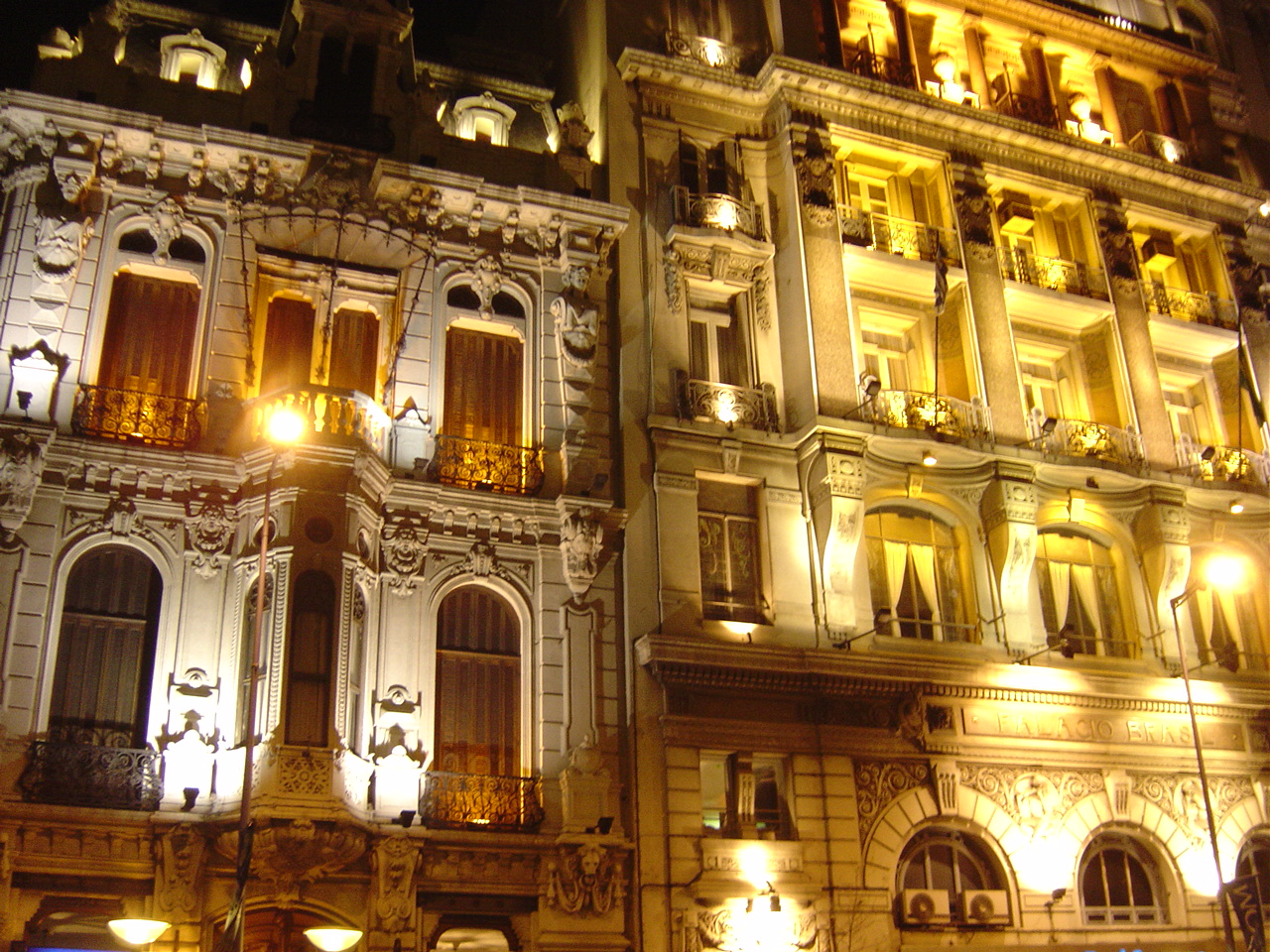
Palacio Uriarte de Heber (links)

Der Palacio Uriarte de Heber ist ein Bauwerk in der uruguayischen Landeshauptstadt Montevideo.
Das in den Jahren 1896 bis 1897 errichtete, auch als Palacio Heber bezeichnete Gebäude befindet sich im Barrio Centro an der Avenida 18 de Julio 998–1000, Ecke Julio Herrera y Obes. Für den von Alberto Heber Jackson in Auftrag gegebenen Bau zeichnete als Architekt Alfredo Massüe verantwortlich. In den 1930er Jahren erwarb die Familie Peirano Vignale das Gebäude. Anfang der 1980er Jahre ging es in das Eigentum der Banco de la República über. In den 1990er Jahren fanden Restaurierungsarbeiten unter Leitung des Architekten Julio Espasandín, weiterer Mitarbeiter und dem Architekturbüro der Banco de la República Oriental del Uruguay statt. Im ursprünglich als Wohn- und Geschäftshaus konzipierten Gebäude sind mittlerweile eine Bank und das Museo del Gaucho y la Moneda untergebracht. Das Bauwerk wird dem historischen Eklektizismus zugeordnet.
Seit 1995 ist der Palacio Uriarte de Heber als Bien de Interés Municipal klassifiziert.